# (You Want To) Make a Memory
«(You Want To) Make A Memory» es el primer sencillo del décimo disco de estudio de Bon Jovi, titulado Lost Highway. Esta canción fue producto de la inspiración de Jon Bon Jovi, tras ver la película The Sixth Sense. El tema es interpretado desde la perspectiva de un hombre muerto que vive en forma de espíritu (según las palabras del mismo Jon). La canción fue nominada para el premio Grammy en 2008 a la "Mejor Interpretación Pop por un Dúo o Grupo con Vocales".

## Vídeo
El videoclip de (You Want To) Make A Memory fue dirigido por Kevin Kerslake. Transcurre en diferentes lugares, desde una habitación hasta un bar. En todos estos lugares, Jon interpreta el tema mientras observa de cerca a la modelo del vídeo. El dato curioso es que en todo momento ella parece ignorar al personaje de Jon, pero en la parte final, la historia toma un giro sorprendente, cuando Jon y la modelo están de frente y ella traspasa el cuerpo de Jon, que en realidad era su espíritu, y es entonces cuando todo toma sentido. Él nunca existió, nunca estuvo en ninguna parte de la casa, ni cantando en el bar, él era parte de la memoria de la joven y solo estuvo ahí porque ella lo imaginó. En los últimos segundos se aprecian los mismos lugares anteriores, pero ahora la joven está sola.

## Posicionamiento en listas y certificaciones
| Lista (2007)                                | Mejor posición |
| ------------------------------------------- | -------------- |
| Alemania (Offizielle Deutsche Charts)       | 5              |
| Austria (Ö3 Austria Top 40)                 | 3              |
| Bélgica (Flandes) (Ultratip Bubbling Under) | 28             |
| Canadá (Canadian Hot 100)                   | 4              |
| Estados Unidos (Billboard Hot 100)          | 27             |
| Estados Unidos (Adult Contemporary)         | 5              |
| Estados Unidos (Adult Top 40)               | 8              |
| Estados Unidos (Country Airplay)            | 35             |
| Finlandia (OFC)                             | 9              |
| Italia (FIMI)                               | 6              |
| Países Bajos (Dutch Top 40)                 | 14             |
| Reino Unido (UK Singles Chart)              | 33             |
| Suiza (Schweizer Hitparade)                 | 5              |

| País           | Organismo certificador | Certificación | Ref.   |
| -------------- | ---------------------- | ------------- | ------ |
| Estados Unidos | RIAA                   | Oro           | [ 15 ] |

## Miembros
- Jon Bon Jovi - voz
- Richie Sambora - guitarra y coros
- David Bryan - teclados y coros
- Tico Torres - batería
- Hugh McDonald - bajo y coros